# Joeropsis neozelanica
Joeropsis neozelanica is een pissebed uit de familie Joeropsididae. De wetenschappelijke naam van de soort is voor het eerst geldig gepubliceerd in 1909 door Charles Chilton.